# Bollettino della Società Sarda di Scienze Naturali
Bollettino della Società Sarda di Scienze Naturali (abreviado Boll. Soc. Sarda Sci. Nat.) es una revista ilustrada con descripciones botánicas y zoológicas que es editada en Italia. Comenzó su publicación en el año 1967.